# Anorrhinus tickelli

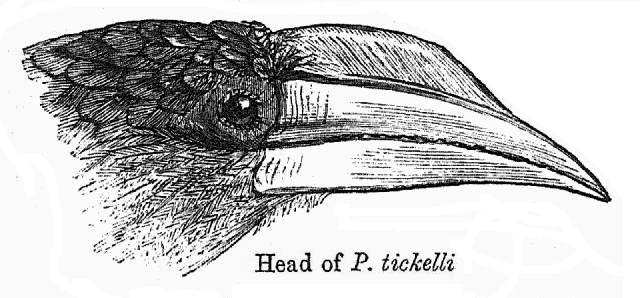
Primo piano della testa in un disegno tratto da Fauna of British India: Birds di W. T. Blanford.

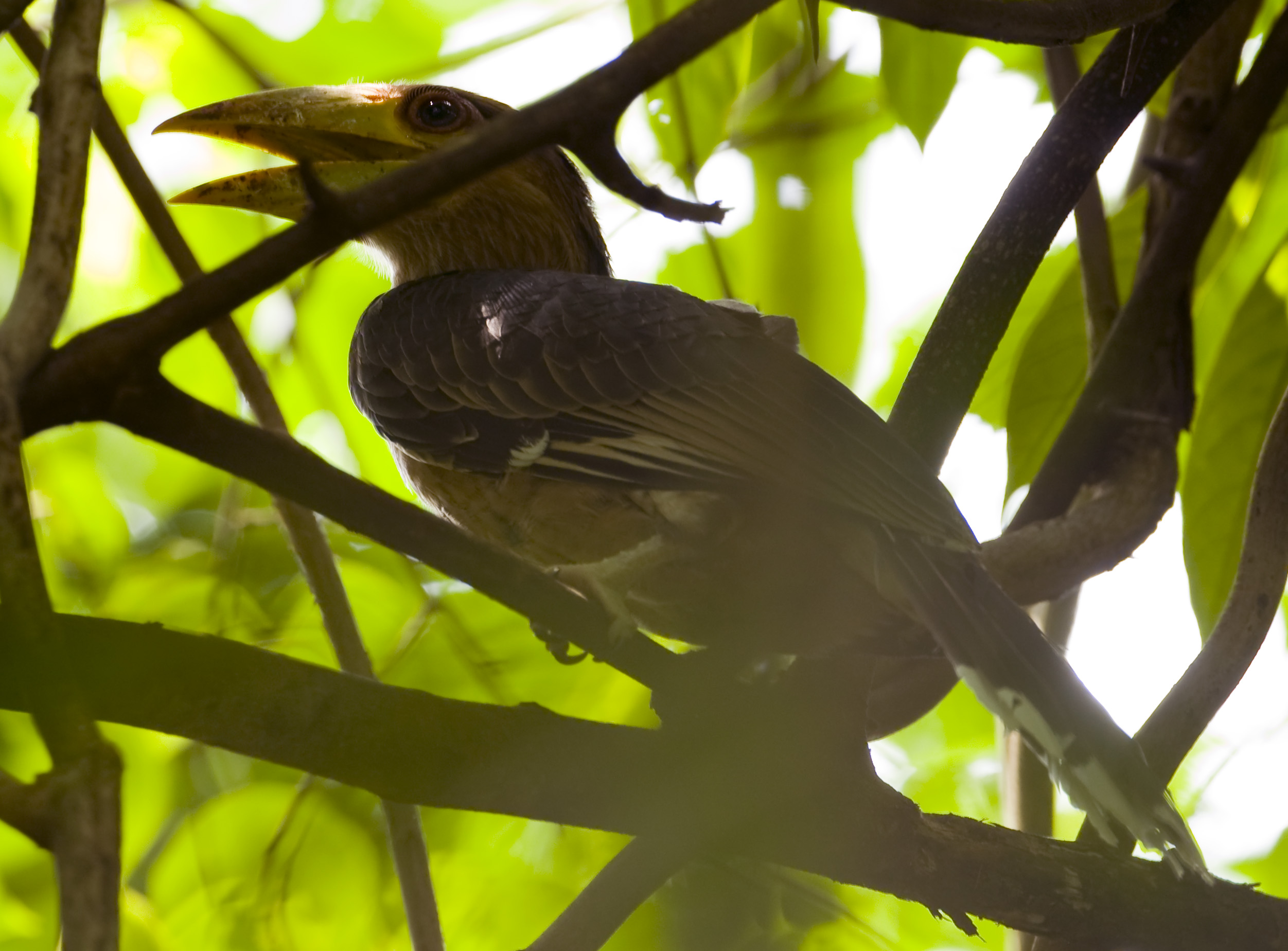
Un giovane prossimo all'involo.

Il bucero di Tickell (Anorrhinus tickelli (Blyth, 1855)), che deve il nome al suo scopritore, il colonnello Samuel Tickell, è un uccello della famiglia dei Bucerotidi originario del Sud-est asiatico.

## Descrizione

### Dimensioni
Misura 60–65 cm di lunghezza, per un peso di 854-912 g nel maschio e di 683-797 g nella femmina.

### Aspetto
Questo bucero di cospicue dimensioni, della taglia simile a quella del bucero orientale, ha il becco e il casco di colore giallo-avorio, con una sfumatura un po' più marrone su quest'ultimo. Il maschio ha la testa, la nuca e le parti superiori di colore ambra-marrone, con riflessi verde oliva. Le parti inferiori, vale a dire il mento, il collo, i lati del collo, il petto, il ventre e le copritrici caudali inferiori, sono interamente rosso ruggine. Le remiganti secondarie e primarie sono nerastre; queste ultime hanno anche la punta bianca. Le due timoniere centrali sono dello stesso colore del dorso, ma hanno una banda terminale bianca. Le timoniere esterne sono nero-verdastre con delle estremità chiare. L'iride è marrone brillante, le zampe e i piedi marrone scuro.
La femmina adulta si distingue dal maschio soprattutto per il becco bruno-grigiastro scuro. Ha la testa e le parti superiori marrone scuro, di tonalità più scura ma molto simile a quella del maschio. Le parti inferiori sono bruno-grigiastre, più scure che nel maschio. L'iride e le zone glabre sono identiche. Le zampe e i piedi sono nero-brunastri.
Il bucero di Austen, un tempo considerato una sua sottospecie, si differenzia per il colore chiaro della testa e della gola. Inoltre, in questa specie, la femmina ha il becco giallo chiaro di colore simile a quello del maschio, mentre nel bucero di Tickell maschio e femmina hanno becchi di colori differenti.

## Biologia
Si ritiene che il bucero di Tickell sia una specie sedentaria e territoriale, nonostante effettui delle incursioni irregolari verso quote più elevate. Non conosciamo con esattezza le sue modalità di ricerca del cibo, ma si presume che non si discostino molto da quelle del bucero di Austen, che va in cerca di cibo in gruppi di 2-15 esemplari prevalentemente nella volta della foresta. Il bucero di Tickell insegue le sue prede in volo, ma le cattura anche tra il fogliame.

### Alimentazione
Il bucero di Tickell si nutre di frutta e di piccoli animali. La sua dieta è composta da almeno 32 tipi di piante e da molte varietà di artropodi. Mangia anche pipistrelli, lucertole, molluschi terrestri, lombrichi, nidiacei e uova di altre specie di uccelli. In Thailandia, durante la stagione riproduttiva, la sua dieta è composta per il 22% da fichi, per il 37% da altri frutti e per il 40% da prede animali.

### Riproduzione
La stagione di riproduzione varia a seconda delle regioni. In Birmania la deposizione delle uova ha luogo da febbraio ad aprile; in Thailandia le uova vengono deposte da febbraio a marzo, all'inizio della stagione secca. Come il bucero di Austen, anche questa specie mette in atto una nidificazione di tipo cooperativo. Attorno al nido, infatti, gravita fino ad un massimo di 10 assistenti, sia maschi che femmine. Il nido è posto nella cavità naturale del tronco di un albero, tra 3 e 8 metri di altezza. La nidiata comprende due o tre uova, raramente cinque, la cui incubazione dura circa 30 giorni. I piccoli nascono nudi e hanno una pelle giallo rosata. La femmina resta rinchiusa nella cavità con i piccoli fino alla fine del ciclo riproduttivo. Il maschio li alimenta rigurgitando il cibo all'interno della cavità. Durante la sua reclusione volontaria, la madre effettua la muta completa delle remiganti e delle timoniere. L'involo dei giovani ha luogo 62 giorni dopo la schiusa.

## Distribuzione e habitat
Il bucero di Tickell è originario del Sud-est asiatico, dove occupa un areale particolarmente ristretto limitato alla Birmania meridionale e alle regioni adiacenti della Thailandia occidentale. Frequenta le foreste sempreverdi e decidue situate in regioni collinari, in particolare nelle zone dove i grandi alberi formano dei fitti boschetti.

## Conservazione
Questa specie, pur non essendo ancora in pericolo di estinzione, viene classificata come «prossima alla minaccia» (Near Threatened) per il fatto di occupare un areale molto ristretto, il che la rende sensibile al degrado ambientale.